# 成田山駅
成田山駅（なりたさんえき）は、かつて愛知県犬山市犬山にあった、名古屋鉄道（名鉄）モンキーパークモノレール線の駅。

## 概要
成田山敷地内の駐車場上にある。そのため、自動車を成田山駐車場に停め、当駅から乗車し、動物園駅へ行く人も多かった。
また、乗車券の種類によっては、動物園駅へ行く時、または帰る時は当駅で途中下車が可能であった。

## 歴史
- 1962年（昭和37年）3月21日：開業。
- 2008年（平成20年）12月28日：モンキーパークモノレール線廃線により廃止。

## 駅構造

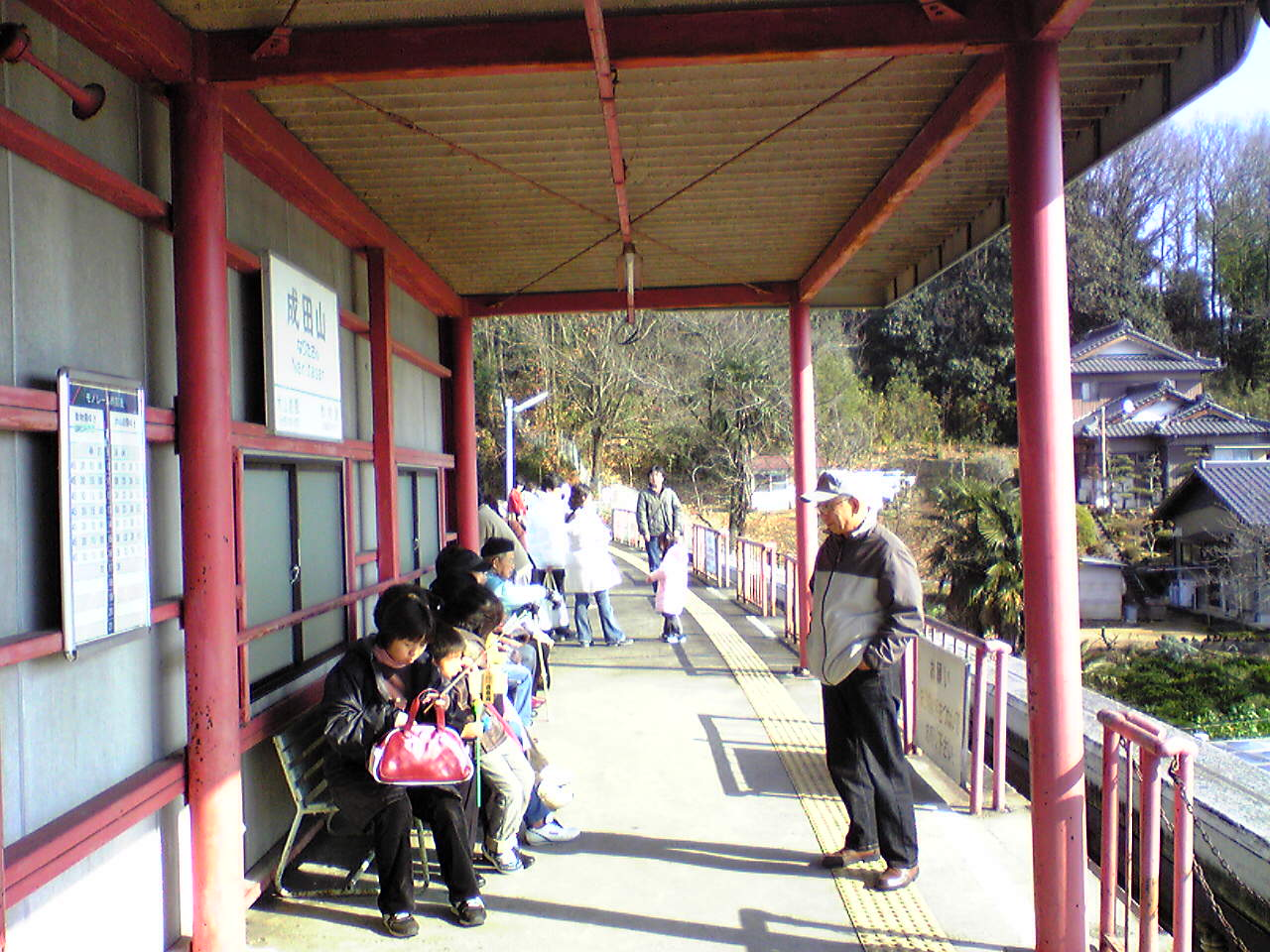
ホーム（2008年1月）

単式ホーム1面1線の高架駅。有人駅であったが、トイレや自動券売機などはなかった。
また、モンキーパークモノレール線の廃止まで、同線で唯一駅名標が設置されていた。

## 利用状況
- 『名古屋鉄道百年史』によると1992年度当時の1日平均乗降人員は593人であり、この値は岐阜市内線均一運賃区間内各駅（岐阜市内線・田神線・美濃町線徹明町駅 - 琴塚駅間）を除く名鉄全駅（342駅）中267位、モノレール線（3駅）中3位であった[1]。

## 駅周辺
- 成田山名古屋別院大聖寺

## 隣の駅
名古屋鉄道
モンキーパークモノレール線
犬山遊園駅 - 成田山駅 - 動物園駅